# 大川修一
大川 修一（おおかわ しゅういち、1909年3月22日 - 1970年5月8日。）は日本の映画俳優、映画プロデューサー。

## 来歴・人物
本名Hugh Walker(ヒュー・ウォーカー、英国と日本のハーフ)。Saint Joseph College(横浜)卒業のち、新興キネマ、日活で活躍。第二次世界大戦中は英国籍のため終戦まで日本軍の捕虜にされた。戦後、米軍GHQ、CIDに勤め検閲の仕事をしたのち、東京京橋でスポーツニュース、スポーツドキュメンタリー専門のPremier Picture Productionを経営。
子息に俳優の大川修がいる。

## 主な作品

### 映画
- 1935.01.31　乃木将軍 　日活多摩川 　...　谷川中尉
- 1935.03.14　召集令 　日活多摩川 　...　三田村中尉
- 1935.05.15　うら街の交響楽 　日活多摩川 　...　レビュー支配人
- 1935.08.22　男のまごヽろ 　日活多摩川 　...　深田
- 1935.10.24　リングの王者 　日活多摩川
- 1937.06.17　愛怨峡 　新興大泉 　...　よたもの小山譲二
- 1937.11.11　母よ安らかに 　新興東京 　...　明野男爵
- 1938.02.23　現代の英雄 　新興東京 　...　新聞記者杉田
- 1938.04.14　母の魂 　新興東京 　...　林竜作
- 1938.06.23　からゆき軍歌 　新興東京 　...　南蛮松
- 1938.07.07　海を渡る女 　新興東京 　...　水夫長大島
- 1938.12.31　日の丸行進曲 　新興東京 　...　中隊長
- 1939.02.01　裁かるる女 　新興東京 　...　検事
- 1939.05.01　侠艶録 　新興東京 　...　富士雄の従兄弓彦
- 1939.06.15　海棠の歌 　新興東京 　...　青木
- 1939.06.22　若き日の感激 　新興東京 　...　応援団長
- 1939.06.28　結婚問答 　新興東京 　...　山崎代議士
- 1939.10.12　母 　新興東京 　...　澄男の友人山路進太郎
- 1939.12.12　岩に咲く花 　新興東京 　...　署長
- 939.12.24　母恋千鳥 　新興東京 　...　パリ・レコードの専務谷口団四郎
- 1939.＿.＿　快男児 　新興東京 　...　武田悟郎
- 1940.02.14　情熱の翼 　新興東京 　...　ナリン
- 1949.08.22　わたしの名は情婦 　大映京都 　...　樋口
- 1956.08.29　力道山　男の魂　協同プロ　...　須磨一郎